# Zygmunt Nawratil (pułkownik)
Zygmunt Grzegorz Nawratil (ur. 12 marca 1876, zm. 16 grudnia 1941) – pułkownik saperów Wojska Polskiego.

## Życiorys
Urodził się 12 marca 1876. Ukończył Wojskową Akademię Techniczną w Mödling. W 1897 rozpoczął zawodową służbę w wojskową w c. i k. armii. Został wcielony do batalionu pionierów nr 10 w Przemyślu. W 1903 został przeniesiony do batalionu pionierów nr 9 w Krakowie, a w 1912 do batalionu saperów nr 4 w Villach. Podczas I wojny światowej służył na froncie wschodnim i włoskim. W 1917 został przeniesiony do batalionu saperów nr 32. W czasie służby w c. i k. armii awansował na kolejne stopnie w korpusie oficerów piechoty: podporucznika (1 września 1897), porucznika (1 listopada 1901), kapitana (1 maja 1911) i majora (1 maja 1917).
18 stycznia 1919 został przyjęty do Wojska Polskiego i przydzielony z dniem 1 listopada 1918 do Batalionu Saperów Kraków. Uczestniczył w wojnie polsko-bolszewickiej, służył w Ministerstwie Spraw Wojskowych. 22 maja 1920 roku został przydzielony z Sekcji Inżynieryjnej Departamentu III do Oddziału IV Sztabu MSWojsk. celem zorganizowania Sekcji Zdobyczy Wojennej. 29 maja 1920 został zatwierdzony z dniem 1 kwietnia 1920 w stopniu pułkownika, w inżynierii i saperach, w grupie oficerów byłej armii austro-węgierskiej. Podczas Bitwy Warszawskiej 1920 był dowódcą Grupy Fortyfikacyjnej Nr 8 Naczelnego Dowództwa. 
Został zatwierdzony w stopniu pułkownika saperów ze starszeństwem z dniem 1 czerwca 1919. Później był dowódcą kursów szkolnych, wykładowcą taktyki saperów w Oficerskiej Szkole Inżynierii w Warszawie. W 1923, 1924 jako oficer nadetatowy 1 pułku saperów był Inspektorem Saperów w Departamencie Inżynierii Ministerstwa Spraw Wojskowych. W powołanym w połowie 1925 Departamencie V Wojsk Technicznych Ministerstwa Spraw Wojskowych był inspektorem saperów do 16 lutego 1925, po czym został szefem Wojsk Technicznych przy Dowództwie Okręgu Korpusu Nr X. Z dniem 1 marca 1927 roku został mu udzielony dwumiesięczny urlop z zachowaniem uposażenia, a z dniem 30 kwietnia 1927 roku został przeniesiony w stan spoczynku. Pod koniec lat 20. mieszkał w Krakowie. W 1934 jako emerytowany pułkownik był przydzielony do Oficerskiej Kadry Okręgowej nr I jako oficer przewidziany do użycia w czasie wojny i pozostawał wówczas w ewidencji Powiatowej Komendy Uzupełnień Warszawa Miasto III.
Zmarł 16 grudnia 1941 i został pochowany na Cmentarzu Wojskowym na Powązkach (kwatera A8-6-10).

## Ordery i odznaczenia
- Krzyż Walecznych (dwukrotnie)[8]
- Krzyż Zasługi Wojskowej 3 klasy z dekoracją wojenną (Austro-Węgry)[9]
- Signum Laudis Srebrny Medal Zasługi Wojskowej na wstążce Krzyża Zasługi Wojskowej (Austro-Węgry)[9]
- Signum Laudis Brązowy Medal Zasługi Wojskowej na wstążce Krzyża Zasługi Wojskowej (Austro-Węgry)[9]
- Krzyż Wojskowy Karola (Austro-Węgry)[8]
- Brązowy Medal Jubileuszowy Pamiątkowy dla Sił Zbrojnych i Żandarmerii (Austro-Węgry)[5]
- Krzyż Jubileuszowy Wojskowy (Austro-Węgry)[5]
- Krzyż Żelazny II klasy (Cesarstwo Niemieckie)[8]
- Kawaler Orderu Legii Honorowej (Francja, 1923)[26]
- Order Palm Akademickich (Francja)[8]